# Park Sung-woong
Park Sung-woong (en hangul, 박성웅; Chungju, Chungcheong del Norte, 9 de enero de 1973) es un actor surcoreano, afiliado a Mask Entertainment.

## Biografía
Park contrajo matrimonio con la también actriz Shin Eun-jung en octubre de 2008. Ambos se conocieron en 2007 mientras actuaban en la serie de televisión The Legend, donde interpretaron a una pareja de amantes. La pareja tiene un hijo juntos, Park Sang-woo.
El 14 de julio de 2021 se anunció que se había sometido como mediada de prevención a una prueba de COVID-19, después de que uno de los productores y un miembro del personal de producción de la película Hunt fueran diagnosticados con el virus. Sus resultados fueron negativos, pero como medida de prevención se mantuvo en cuarentena.

## Carrera
Park debutó como actor en 1997 con un rol secundario en la película No. 3; en los años siguientes ha protagonizado numerosas películas y series de televisión, siendo algunas de las más destacadas New World (2013), The Deal (2015), y más recientemente Method (2017).
En marzo de 2020, se unió al elenco principal de la serie Rugal, donde dio vida al villano Hwang Deuk-goo.
En noviembre de 2021 se confirmó que se había unido al elenco principal de la serie Sabuesos, donde interpreta a Myeong-gil, un usurero vicioso con ambiciones oscuras que entrará en una tensa confrontación con el señor Choi.

## Filmografía

### Series de televisión
| Año       | Título                                 | Papel                        | Cadena     | Notas         | Ref.                 |
| --------- | -------------------------------------- | ---------------------------- | ---------- | ------------- | -------------------- |
| 2002      | Sunshine Hunting                       | Moon Doo-shik                | KBS2       |               |                      |
| 2007      | A Happy Woman                          | Choi Joon-shik               | KBS2       |               |                      |
| 2007      | Several Questions That Make Us Happy   |                              | KBS2       |               |                      |
| 2007      | The Legend                             | Jumuchi                      | MBC        |               |                      |
| 2008      | East of Eden                           | Baek Sung-hyun               | MBC        |               |                      |
| 2009      | Caín y Abel                            | Oh Kang-chul                 | SBS        |               |                      |
| 2009      | Tae-hee, Hye-kyo, Ji-hyun              | Sung-woong                   | MBC        |               |                      |
| 2010      | Pan, amor y sueños                     | Jo Jin-goo                   | KBS2       |               |                      |
| 2010      | All My Love                            | Dong Dong boss               | MBC        | Cameo         |                      |
| 2010      | Athena: Goddess of War                 | North Korean agent Jin-young | SBS        | Invitado      |                      |
| 2011      | Big Heat                               | Hwang Ja-soo                 | E Channel  |               |                      |
| 2011      | Gyebaek                                | Kim Yushin                   | MBC        |               |                      |
| 2011      | Birdie Buddy                           | Choi Dong-kwan               | tvN        |               |                      |
| 2011      | The Peak                               | Kang Moon-seok               | MBC        |               |                      |
| 2011      | Glory Jane                             | Seo In-chul                  | KBS2       |               | [ 11 ]               |
| 2012      | Bridal Mask                            | Dong-jin                     | KBS2       |               |                      |
| 2012      | Butcher Barber                         | Woo-jin                      | KBS2       | Drama Special | [ 12 ]               |
| 2013      | She Is Wow!                            | Gong Jung-han                | tvN        |               |                      |
| 2013      | The Strange Cohabitation               | Lee Soo-hyun                 | KBS2       | Drama Special | [ 13 ]               |
| 2015      | Hidden Identity                        | Jang Moo-won                 | tvN        |               | [ 14 ]               |
| 2015      | Remember: War of the Son               | Park Dong-ho                 | SBS        |               | [ 15 ]               |
| 2016      | Squad 38                               | Cannon carrier boss          | OCN        | Cameo         |                      |
| 2017      | Man to Man                             | Yeo Woon-gwaang              | JTBC       |               | [ 16 ]               |
| 2018      | Welcome to Waikiki                     | Park Sung-woong              | JTBC       | Cameo, ep. 1  |                      |
| 2018      | Life on Mars                           | Kang Dong-chul               | OCN        |               | [ 17 ] [ 18 ]        |
| 2018      | The Smile Has Left Your Eyes           | Yoo Jin-gook                 | tvN        |               | [ 19 ]               |
| 2019      | When the Devil Calls Your Name         | Mo Tae-kang / Ryu            | tvN        |               | [ 20 ]               |
| 2020      | Aterrizaje de emergencia en tu corazón | Taxista de Corea del Norte   | tvN        | Cameo, ep. 4  |                      |
| 2020      | Rugal                                  | Hwang Deuk-goo               | OCN        |               | [ 21 ]               |
| 2021-2022 | Snowdrop                               | Nam Tae-il                   | JTBC       |               | [ 22 ]               |
| 2022      | Dr. Park's Clinic                      | Dr. Park Sung-woong          | TVING      | Cameo, ep. 1  | [ 23 ]               |
| 2022      | Cómo desbloquear a mi jefe             | Kim Seon-joo                 | ENA        |               | [ 24 ]               |
| 2023      | Sabuesos                               | Myeong-gil                   | Netflix    |               | [ 25 ] [ 26 ]        |
| 2023      | The Killing Vote                       | Kwon Seok-joo                | SBS        |               | [ 27 ] [ 28 ] [ 29 ] |
| 2024      | Dog Knows Everything                   | Lee Ki-dong                  | KBS2       |               | [ 30 ] [ 31 ] [ 32 ] |
| 2024      | Dongjae, the Good or the Bastard       | Nam Wan-sung                 | TVING, tvN |               | [ 33 ] [ 34 ]        |

### Películas
| Año  | Título                                | Papel                    | Notas                 | Ref.          |
| ---- | ------------------------------------- | ------------------------ | --------------------- | ------------- |
| 1997 | No. 3                                 |                          |                       |               |
| 1998 | Story of Man                          |                          |                       |               |
| 1998 | If the Sun Rises in the West          |                          |                       |               |
| 1998 | City of the Rising Sun                |                          |                       |               |
| 2000 | The Foul King                         | Luchador                 |                       |               |
| 2002 | KT                                    |                          |                       |               |
| 2002 | Resurrection of the Little Match Girl |                          |                       |               |
| 2003 | A Man Who Went to Mars                | Kyung-soo                |                       |               |
| 2005 | This Charming Girl                    | Exesposo de Jeong-hae    |                       |               |
| 2005 | Mr. Socrates                          | Han-doo                  |                       |               |
| 2005 | Shadowless Sword                      | Mabul                    |                       |               |
| 2006 | Sunflower                             | Choi Min-seok            |                       |               |
| 2008 | Open City                             | Detective Hong Chang-hwa | Cameo                 |               |
| 2009 | The Weird Missing Case of Mr. J       | Mesero                   | Cameo                 |               |
| 2009 | White Night                           | Cha Seung-jo             |                       |               |
| 2009 | Girlfriends                           | Esposo de Jin            | Cameo                 |               |
| 2010 | A Friend in Need                      | Kang Jung-hoon           |                       |               |
| 2011 | Hit                                   | Chul-soo                 |                       |               |
| 2013 | New World                             | Lee Joong-gu             |                       |               |
| 2013 | The Gifted Hands                      | Chul-hyun                |                       |               |
| 2013 | Horror Stories 2                      | Manager Park             | Segmento: "444"       | [ 35 ]        |
| 2013 | Commitment                            | Ri Young-ho              | Aparición especial    | [ 36 ] [ 37 ] |
| 2014 | Man in Love                           | Cliente                  | Cameo                 |               |
| 2014 | Tabloid Truth                         | Cha Seong-joo            |                       | [ 38 ]        |
| 2014 | The Fatal Encounter                   | Hong Guk-yeong           |                       | [ 39 ]        |
| 2014 | Man on High Heels                     | Fiscal Hong              |                       |               |
| 2014 | For the Emperor                       | Jeong Sang-ha            |                       | [ 40 ]        |
| 2015 | The Deal                              | Gang-chun                |                       | [ 41 ]        |
| 2015 | The Shameless                         | Park Joon-gil            |                       |               |
| 2015 | Office                                | Choi Jong-hoon           |                       | [ 42 ] [ 43 ] |
| 2016 | A Violent Prosecutor                  | Yang Min-woo             |                       | [ 44 ]        |
| 2016 | Love, Lies                            | Jefe de policía          |                       | [ 45 ]        |
| 2016 | Operation Chromite                    | Park Nam-chul            | Cameo                 | [ 46 ]        |
| 2017 | The Tooth and the Nail                | Fiscal Song Tae-seok     |                       | [ 47 ]        |
| 2017 | V.I.P.                                | NIS Executive            |                       |               |
| 2017 | Method                                | Jae-ha                   |                       | [ 48 ] [ 49 ] |
| 2017 | The Swindlers                         | Kwak Seung-gun           |                       | [ 50 ] [ 51 ] |
| 2018 | The Great Battle                      | Li Shimin                |                       | [ 52 ]        |
| 2018 | Monstrum                              | Jin-yong                 |                       | [ 53 ]        |
| 2018 | Happy Together                        | Kang Suk-jin             |                       | [ 54 ]        |
| 2019 | The Dude In Me                        | Jang Pan-soo             |                       | [ 55 ]        |
| 2019 | Rosebud                               | Myeong-hwan              |                       | [ 56 ]        |
| 2019 | Okay Madam!                           | Suk Hwan                 |                       | [ 57 ]        |
| 2022 | Hunt                                  | -                        | Aparición especial    | [ 58 ]        |
| 2022 | Gentleman                             | Kwon Do-hoon             |                       | [ 59 ] [ 60 ] |
| 2022 | A Man of Reason                       | Eung-guk                 |                       | [ 61 ]        |
| 2024 | La niña de mis ojos                   | Padre de Jin-woo         | Junto a Shin Eun-jung | [ 62 ]        |

### Presentador
| Año  | Evento                                             | Notas                 |
| ---- | -------------------------------------------------- | --------------------- |
| 2016 | 20th Bucheon International Fantastic Film Festival | Junto a Stephanie Lee |